# Kristin Otto
Kristin Otto, född 7 februari 1966 i Leipzig, är en tidigare tysk simmare som tävlade för DDR. Otto är med sina totalt 22 internationella titlar (OS, VM, EM) Tysklands mest framgångsrika simmare. Vid OS 1988 vann Otto sex stycken guld.
Otto började 1970 med simträning. Hon valdes 1988 som Östtysklands Sportler des Jahres. Mellan 1988 och 1990 var hon anställd vid ett radioprogram i Leipzig. Otto avvisade påståenden att unga simmare i Östtyskland fick informationer om statens dopningsprogram. Sedan 1991 arbetar hon som sportjournalist på ZDF.